# Рябинец
Рябинец  — деревня в Андреапольском районе Тверской области. Входит в Волокское сельское поселение.

## География
Расположена примерно в 4 верстах к северо-западу от деревни Волок.

## История
В конце XIX - начале XX века на месте деревни находилась усадьба Тихомирово (Рябинец). В усадьбе располагалось волостное правление Лучано-Бросинской волости Холмского уезда Псковской губернии. А также водяная мельница.. Имела два разных названия Тихомирово и Рябинец.

## Население
| 2002 | 2010 |
| ---- | ---- |
| 0    | →0   |